# Silkeborg Kirke
Silkeborg Kirke er en kirke fra 1877 på den østlige side af Torvet i Silkeborg.
I 1845 var der meget langt til kirke for de mennesker, der slog sig ned omkring den nyanlagte fabrik, Over en mil at gå til sognekirken i Linå, Senere blev en stue i Silkeborg Hovedgård indrettet som byens første kirke, og digterpræsten J. C. Hostrup flyttede hertil (1856).[kilde mangler]

Kirken er tegnet af den københavnske arkitekt H.S. Sibbern. En korskirke i romansk stil, dengang med "åben tagstol", Men ved den omfattende restaurering i 1941-43 blev kirkerummet overhvælvet. Arkitekt Harald Lønborg-Jensen stod for dette smukke arbejde, der af en samtidig kollega blev kaldt "genialt".[kilde mangler]
l 1958 blev Mariehøj Sogn udskilt og Mariehøj Kirke indviet, men den gamle kirke dominerer fortsat bymidten, yderligere forskønnet med nyt kobbertag (1967) og nyt gulv af norsk kvartsskifer, nedlagt i forbindelse med 100 års jubilæet 1977. Den har levet med i det meste af byens liv og ligger stadig værdigt og uomgængeligt for det fortravlede menneskes blik.[kilde mangler]